# Night & Day (DEPAPEPE meets ハチミツとクローバーの曲)
「Night & Day」（ナイト アンド デイ）は、日本のバンドDEPAPEPEがDEPAPEPE meets ハチミツとクローバー名義で発売したシングルである。2006年10月11日発売。発売元はSME Records。

## 概要
- ジャケットはハチミツとクローバー仕様。

## 収録曲
1. Night & Day(4:15)
作曲・編曲：DEPAPEPE
2. パステル通り(3:43)
作曲・編曲：DEPAPEPE
3. ハチロク(3:47)
作曲・編曲：DEPAPEPE
4. 光ノサキヘ(2:58)
作曲・編曲：DEPAPEPE

## 収録アルバム

### Night & Day
- コンセプト『デパフユ～晴れ 時どき 雪～』（2008年11月26日）

### パステル通り
- オムニバス『ハチミツとクローバー COMPLETE BEST』（2007年1月17日）
- コンセプト『デパフユ～晴れ 時どき 雪～』（2008年11月26日）

### 光ノサキへ
- コンセプト『デパナツ ～drive!drive!!drive!!!～』（2008年7月30日）

## タイアップ
- Night & Day：アニメ「ハチミツとクローバーII」挿入曲/「バナナマンのバナナムーン」フィラー楽曲